# Vòng loại Giải vô địch bóng đá thế giới 1998 – Khu vực châu Phi

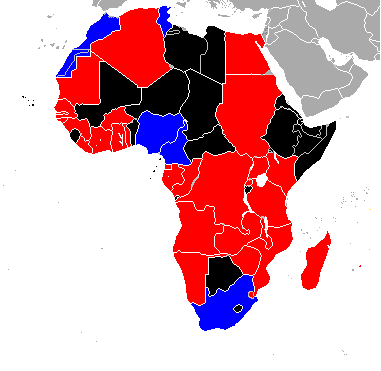
Kết quả:
Quốc gia vượt qua vòng loại World Cup 1998
Quốc gia không vượt qua vòng loại World Cup 1998
Quốc gia không tham gia, rút lui hoặc bị loại

Dưới đây là các ngày thi đấu và kết quả của vòng loại Giải vô địch bóng đá thế giới 1998 khu vực châu Phi (CAF). Để xem tổng quan về các vòng loại, hãy xem bài viết Vòng loại Giải vô địch bóng đá thế giới 1998.
Tổng cộng có 38 đội là thành viên của CAF tham dự vòng loại. Tuy nhiên, Mali và Niger đã rút lui trước khi bốc thăm được tiến hành. Khu vực châu Phi được phân bổ 5 suất (trong tổng số 32 suất) tham dự vòng chung kết.

## Thể thức
Thể thức thi đấu gồm 2 vòng:
- Vòng 1: Bốn đội có thứ hạng cao nhất theo FIFA là Cameroon, Nigeria, Maroc và Ai Cập được đặc cách vào thẳng vòng cuối. 32 đội còn lại được chia cặp để thi đấu loại trực tiếp theo thể thức lượt đi và lượt về. Các đội thắng sẽ vào vòng cuối.

- Vòng cuối: 20 đội được chia thành 5 bảng, mỗi bảng gồm 4 đội. Các đội thi đấu với nhau theo thể thức lượt đi và lượt về. Đội đứng đầu mỗi bảng sẽ giành quyền tham dự vòng chung kết. Các đội đó là:

- Tunisia
- Cameroon
- Maroc
- Nigeria
- Nam Phi

## Vòng 1
| Đội 1          | TTS | Đội 2        | Lượt đi | Lượt về |
| -------------- | --- | ------------ | ------- | ------- |
| Mauritanie     | 0–2 | Burkina Faso | 0–0     | 0–2     |
| Namibia        | 3–1 | Mozambique   | 2–0     | 1–1     |
| Malawi         | 0–4 | Nam Phi      | 0–1     | 0–3     |
| Uganda         | 1–5 | Angola       | 0–2     | 1–3     |
| Guiné-Bissau   | 4–5 | Guinée       | 3–2     | 1–3     |
| Gambia         | 2–5 | Liberia      | 2–1     | 0–4     |
| Swaziland      | 0–3 | Gabon        | 0–1     | 0–2     |
| Burundi        | 2–0 | Sierra Leone | 1–0     | 1–0     |
| Madagascar     | 3–4 | Zimbabwe     | 1–2     | 2–2     |
| Cộng hòa Congo | 3–1 | Bờ Biển Ngà  | 2–0     | 1–1     |
| Mauritius      | 1–7 | Zaire        | 1–5     | 0–2     |
| Rwanda         | 1–5 | Tunisia      | 1–3     | 0–2     |
| Kenya          | 3–2 | Algérie      | 3–1     | 0–1     |
| Togo           | 3–2 | Sénégal      | 2–1     | 1–1     |
| Sudan          | 2–3 | Zambia       | 2–0     | 0–3     |
| Tanzania       | 1–2 | Ghana        | 0–0     | 1–2     |

### Lượt đi
| Mauritanie | 0–0    | Burkina Faso |
| ---------- | ------ | ------------ |
|            | Report |              |

| Namibia                  | 2–0    | Mozambique |
| ------------------------ | ------ | ---------- |
| Hoeseb 28' · Ortmann 80' | Report |            |

| Malawi | 0–1    | Nam Phi     |
| ------ | ------ | ----------- |
|        | Report | Tinkler 21' |

| Uganda | 0–2    | Angola                                    |
| ------ | ------ | ----------------------------------------- |
|        | Report | Da Silva 35' (ph.đ.) · Paulão 60' (ph.đ.) |

| Guiné-Bissau                      | 3–2    | Guinée          |
| --------------------------------- | ------ | --------------- |
| Tavares 11', 36' · Co 60' (ph.đ.) | Report | Camara 53', 54' |

| Gambia                        | 2–1    | Liberia            |
| ----------------------------- | ------ | ------------------ |
| Corr 18' (ph.đ.) · Sillah 58' | Report | Debbah 35' (ph.đ.) |

| Swaziland | 0–1    | Gabon       |
| --------- | ------ | ----------- |
|           | Report | Ogandaga 5' |

| Burundi   | 1–0    | Sierra Leone |
| --------- | ------ | ------------ |
| Wambo 85' | Report |              |

| Madagascar      | 1–2    | Zimbabwe                |
| --------------- | ------ | ----------------------- |
| Raoelijaona 85' | Report | Sawu 79' · Takawira 89' |

| Cộng hòa Congo          | 2–0    | Bờ Biển Ngà |
| ----------------------- | ------ | ----------- |
| Niere 42' · Miyamou 89' | Report |             |

| Mauritius  | 1–5    | Zaire                                                         |
| ---------- | ------ | ------------------------------------------------------------- |
| Mocude 64' | Report | Emeka 1' · Ngonge 15' · Tondelva 60' · Elonga-Ekakia 77', 82' |

| Rwanda      | 1–3    | Tunisia                                    |
| ----------- | ------ | ------------------------------------------ |
| Mupenzi 48' | Report | Sellimi 43' (ph.đ.), 47' · Ben Slimane 60' |

| Kenya                                         | 3–1    | Algérie      |
| --------------------------------------------- | ------ | ------------ |
| Kwarula 58' · Motego 63' (ph.đ.) · Otieno 87' | Report | Zerrouki 78' |

| Togo                         | 2–1    | Sénégal    |
| ---------------------------- | ------ | ---------- |
| Oyawolé 31' · Noutsoudje 88' | Report | Traoré 80' |

| Sudan                                        | 2–0    | Zambia |
| -------------------------------------------- | ------ | ------ |
| Khalid Ahmed Elmustafa 12' · Anas Elnour 52' | Report |        |

| Tanzania | 0–0    | Ghana |
| -------- | ------ | ----- |
|          | Report |       |

### Lượt về
| Burkina Faso               | 2–0    | Mauritanie |
| -------------------------- | ------ | ---------- |
| Ouédraogo 44' · Traore 81' | Report |            |

Burkina Faso thắng với tổng tỷ số 2–0
| Mozambique | 1–1    | Namibia  |
| ---------- | ------ | -------- |
| Macamo 25' | Report | Khob 84' |

Namibia thắng với tổng tỷ số 3–1
| Nam Phi                     | 3–0    | Malawi |
| --------------------------- | ------ | ------ |
| Bartlett 4', 42' · Fish 38' | Report |        |

Nam Phi thắng với tổng tỷ số 4–0
| Angola                          | 3–1    | Uganda           |
| ------------------------------- | ------ | ---------------- |
| Paulão 1', 58' · Paulo Silva 7' | Report | Robert Kizito 3' |

Angola thắng với tổng tỷ số 5–1
| Guinée                         | 3–1    | Guiné-Bissau |
| ------------------------------ | ------ | ------------ |
| Soumah 33', 59' · Bangoura 61' | Report | Co 47'       |

Guinea thắng với tổng tỷ số 5–4
| Liberia                                        | 4–0    | Gambia |
| ---------------------------------------------- | ------ | ------ |
| Clarke 25' · Weah 79' · Makor 87' · Debbah 90' | Report |        |

Liberia thắng với tổng tỷ số 5–2
| Gabon                     | 2–0    | Swaziland |
| ------------------------- | ------ | --------- |
| Mackaya 28' · Ngoukou 56' | Report |           |

Gabon thắng với tổng tỷ số 3–0
| Sierra Leone | 0–1    | Burundi   |
| ------------ | ------ | --------- |
|              | Report | Mbuyi 30' |

Burundi thắng với tổng tỷ số 2–0 nhưng rút lui trước khi vòng cuối bắt đầu, do đó suất của họ được trao cho Sierra Leone.
| Zimbabwe                     | 2–2    | Madagascar                            |
| ---------------------------- | ------ | ------------------------------------- |
| Zviripayi 52' · Takawira 69' | Report | R. Rasoanaivo 23' · H. Rasoanaivo 67' |

Zimbabwe thắng với tổng tỷ số 4–3
| Bờ Biển Ngà | 1–1    | Cộng hòa Congo |
| ----------- | ------ | -------------- |
| Dao 29'     | Report | Imboula 85'    |

Congo thắng với tổng tỷ số 3–1
| Zaire                     | 2–0    | Mauritius |
| ------------------------- | ------ | --------- |
| Ngonge 45' · Tondelva 90' | Report |           |

Zaire thắng với tổng tỷ số 7–1
| Tunisia                             | 2–0    | Rwanda |
| ----------------------------------- | ------ | ------ |
| Berkhissa 17' · Sellimi 46' (ph.đ.) | Report |        |

Tunisia thắng với tổng tỷ số 5–1
| Algérie      | 1–0    | Kenya |
| ------------ | ------ | ----- |
| Tasfaout 81' | Report |       |

Kenya thắng với tổng tỷ số 3–2
| Sénégal    | 1–1    | Togo       |
| ---------- | ------ | ---------- |
| Diallo 30' | Report | Gnavor 85' |

Togo thắng với tổng tỷ số 3–2
| Zambia                            | 3–0    | Sudan |
| --------------------------------- | ------ | ----- |
| Lota 13' · Mutale 35' · Tembo 76' | Report |       |

Zambia thắng với tổng tỷ số 3–2
| Ghana                       | 2–1    | Tanzania  |
| --------------------------- | ------ | --------- |
| Johnson 70' · Augustine 81' | Report | Daima 71' |

Ghana thắng với tổng tỷ số 2–1

## Vòng cuối
Ghi chú:
- Các đội được tô màu xanh lá cây là những đội đã giành quyền tham dự vòng chung kết.

### Bảng 1
| Team         | Pld | W | D | L | GF | GA | GD  | Pts |
| ------------ | --- | - | - | - | -- | -- | --- | --- |
| Nigeria      | 6   | 4 | 1 | 1 | 10 | 4  | 6   | 13  |
| Guinée       | 6   | 4 | 0 | 2 | 10 | 5  | 5   | 12  |
| Kenya        | 6   | 3 | 1 | 2 | 11 | 12 | −1  | 10  |
| Burkina Faso | 6   | 0 | 0 | 6 | 7  | 17 | −10 | 0   |

| Nigeria           | 2–0    | Burkina Faso |
| ----------------- | ------ | ------------ |
| Amokachi 46', 77' | Report |              |

| Guinée                                     | 3–1    | Kenya     |
| ------------------------------------------ | ------ | --------- |
| T. Camara 17' · F. Camara 34' · Soumah 82' | Report | Okoth 12' |

| Kenya      | 1–1    | Nigeria       |
| ---------- | ------ | ------------- |
| Simiyu 22' | Report | Akpoborie 48' |

| Burkina Faso | 0–2    | Guinée                  |
| ------------ | ------ | ----------------------- |
|              | Report | Oularé 17' · Soumah 44' |

| Nigeria           | 2–1    | Guinée        |
| ----------------- | ------ | ------------- |
| Amokachi 66', 67' | Report | T. Camara 87' |

| Kenya                    | 4–3    | Burkina Faso                          |
| ------------------------ | ------ | ------------------------------------- |
| Okoth 55', 75', 85', 87' | Report | Zongo 12', 70' · F. Sanou 42' (ph.đ.) |

| Burkina Faso | 1–2    | Nigeria                   |
| ------------ | ------ | ------------------------- |
| Zongo 76'    | Report | Adepoju 42' · Amunike 58' |

| Kenya     | 1–0    | Guinée |
| --------- | ------ | ------ |
| Otieno 3' | Report |        |

| Nigeria                              | 3–0    | Kenya |
| ------------------------------------ | ------ | ----- |
| Oliseh 13' · Amunike 43' · Oruma 83' | Report |       |

| Guinée                                               | 3–1    | Burkina Faso |
| ---------------------------------------------------- | ------ | ------------ |
| F. Camara 9' (ph.đ.) · Balma 27' (l.n.) · Oulare 54' | Report | Zongo 8'     |

| Burkina Faso             | 2–4    | Kenya                                   |
| ------------------------ | ------ | --------------------------------------- |
| Zongo 16' · O. Sanou 80' | Report | Simiyu 8' · Were 44' · Sunguti 70', 75' |

| Guinée        | 1–0    | Nigeria |
| ------------- | ------ | ------- |
| F. Camara 50' | Report |         |

### Bảng 2
| Team    | Pld | W | D | L | GF | GA | GD  | Pts |
| ------- | --- | - | - | - | -- | -- | --- | --- |
| Tunisia | 6   | 5 | 1 | 0 | 10 | 1  | 9   | 16  |
| Ai Cập  | 6   | 3 | 1 | 2 | 15 | 5  | 10  | 10  |
| Liberia | 6   | 1 | 1 | 4 | 2  | 10 | −8  | 4   |
| Namibia | 6   | 1 | 1 | 4 | 6  | 17 | −11 | 4   |

| Ai Cập                                                                  | 7–1    | Namibia     |
| ----------------------------------------------------------------------- | ------ | ----------- |
| Maher 1', 15', 69' · A. Hassan 11' · I. Hassan 34' · H. Hassan 72', 83' | Report | Shivute 24' |

| Liberia | 0–1    | Tunisia     |
| ------- | ------ | ----------- |
|         | Report | Jelassi 87' |

| Namibia | 0–0    | Liberia |
| ------- | ------ | ------- |
|         | Report |         |

| Tunisia  | 1–0    | Ai Cập |
| -------- | ------ | ------ |
| Baya 10' | Report |        |

| Liberia  | 1–0    | Ai Cập |
| -------- | ------ | ------ |
| Weah 29' | Report |        |

| Namibia   | 1–2    | Tunisia                 |
| --------- | ------ | ----------------------- |
| Ouseb 74' | Report | Herichi 15' · Badra 68' |

| Namibia                        | 2–3    | Ai Cập                                    |
| ------------------------------ | ------ | ----------------------------------------- |
| Uutoni 62' · Ouseb 87' (ph.đ.) | Report | H. Hassan 77', 89' · Khashaba 79' (ph.đ.) |

| Tunisia                 | 2–0    | Liberia |
| ----------------------- | ------ | ------- |
| Sellimi 66' · Badra 75' | Report |         |

| Liberia | 1–2    | Namibia                    |
| ------- | ------ | -------------------------- |
| Daye 5' | Report | Shivute 35' · Uri Khob 82' |

| Ai Cập | 0–0    | Tunisia |
| ------ | ------ | ------- |
|        | Report |         |

| Ai Cập                                                                 | 5–0    | Liberia |
| ---------------------------------------------------------------------- | ------ | ------- |
| Khashaba 21' (ph.đ.) · Hanafy 24' · Sabry 46' · Kamouna 68' · Emam 77' | Report |         |

| Tunisia                                 | 4–0    | Namibia |
| --------------------------------------- | ------ | ------- |
| Baya 19', 57' · Souayah 31' · Limam 70' | Report |         |

### Bảng 3
| Team           | Pld | W | D | L | GF | GA | GD | Pts |
| -------------- | --- | - | - | - | -- | -- | -- | --- |
| Nam Phi        | 6   | 4 | 1 | 1 | 7  | 3  | 4  | 13  |
| Cộng hòa Congo | 6   | 3 | 1 | 2 | 5  | 5  | 0  | 10  |
| Zambia         | 6   | 2 | 2 | 2 | 7  | 6  | 1  | 8   |
| CHDC Congo     | 6   | 0 | 2 | 4 | 4  | 9  | −5 | 2   |

Vào tháng 5 năm 1997, Zaire được đổi tên thành Cộng hòa Dân chủ Congo (Congo DR).
| Nam Phi     | 1–0    | Zaire |
| ----------- | ------ | ----- |
| Masinga 67' | Report |       |

| Cộng hòa Congo | 1–0    | Zambia |
| -------------- | ------ | ------ |
| Niere 86'      | Report |        |

| Zambia | 0–0    | Nam Phi |
| ------ | ------ | ------- |
|        | Report |         |

| Zaire     | 1–1    | Cộng hòa Congo |
| --------- | ------ | -------------- |
| Lembi 13' | Report | Bongo 4'       |

| Cộng hòa Congo          | 2–0    | Nam Phi |
| ----------------------- | ------ | ------- |
| Younga-Mouhani 60', 64' | Report |         |

| Zaire                      | 2–2    | Zambia                   |
| -------------------------- | ------ | ------------------------ |
| N'tsunda 29' · Bazamba 51' | Report | Malitoli 22' · Tembo 81' |

| Zaire     | 1–2    | Nam Phi                   |
| --------- | ------ | ------------------------- |
| Tumba 26' | Report | Khumalo 21' · Masinga 66' |

| Zambia                           | 3–0    | Cộng hòa Congo |
| -------------------------------- | ------ | -------------- |
| Lota 40' · Miti 85' · Bwalya 85' | Report |                |

| Cộng hòa Congo     | 1–0    | CHDC Congo |
| ------------------ | ------ | ---------- |
| Younga-Mouhani 60' | Report |            |

| Nam Phi                                  | 3–0    | Zambia |
| ---------------------------------------- | ------ | ------ |
| Mkhalele 8' · Masinga 17' · Williams 54' | Report |        |

| Nam Phi     | 1–0    | Cộng hòa Congo |
| ----------- | ------ | -------------- |
| Masinga 14' | Report |                |

| Zambia            | 2–0    | CHDC Congo |
| ----------------- | ------ | ---------- |
| Kamwandi 32', 56' | Report |            |

### Bảng 4
| Team     | Pld | W | D | L | GF | GA | GD | Pts |
| -------- | --- | - | - | - | -- | -- | -- | --- |
| Cameroon | 6   | 4 | 2 | 0 | 10 | 4  | 6  | 14  |
| Angola   | 6   | 2 | 4 | 0 | 7  | 4  | 3  | 10  |
| Zimbabwe | 6   | 1 | 1 | 4 | 6  | 7  | −1 | 4   |
| Togo     | 6   | 1 | 1 | 4 | 6  | 14 | −8 | 4   |

| Angola                | 2–1    | Zimbabwe   |
| --------------------- | ------ | ---------- |
| Akwá 43' · Paulão 51' | Report | Ndlovu 60' |

| Togo                               | 2–4    | Cameroon                               |
| ---------------------------------- | ------ | -------------------------------------- |
| Noutsoudje 50' · Salou 83' (ph.đ.) | Report | Tchami 10', 24', 55' · Missé-Missé 63' |

| Cameroon | 0–0    | Angola |
| -------- | ------ | ------ |
|          | Report |        |

| Zimbabwe                                | 3–0    | Togo |
| --------------------------------------- | ------ | ---- |
| Chihuri 16' · Takawira 21' (ph.đ.), 49' | Report |      |

| Angola                            | 3–1    | Togo          |
| --------------------------------- | ------ | ------------- |
| Paulão 29' · Akwá 45' · Sousa 51' | Report | · Oyawolé 21' |

| Cameroon      | 1–0    | Zimbabwe |
| ------------- | ------ | -------- |
| Tchoutang 80' | Report |          |

| Cameroon                  | 2–0    | Togo |
| ------------------------- | ------ | ---- |
| Tchoutang 87' · Mboma 90' | Report |      |

| Zimbabwe | 0–0    | Angola |
| -------- | ------ | ------ |
|          | Report |        |

| Angola   | 1–1    | Cameroon  |
| -------- | ------ | --------- |
| Akwá 55' | Report | Mboma 47' |

| Togo          | 2–1    | Zimbabwe             |
| ------------- | ------ | -------------------- |
| Salou 8', 21' | Report | Takawira 65' (ph.đ.) |

| Togo       | 1–1    | Angola        |
| ---------- | ------ | ------------- |
| Ouadja 47' | Report | Quinzinho 43' |

| Zimbabwe  | 1–2    | Cameroon       |
| --------- | ------ | -------------- |
| Dinha 82' | Report | Mboma 50', 54' |

### Bảng 5
Trận Gabon gặp Sierra Leone không diễn ra vì cả hai đội đều không thể giành quyền đi tiếp dù có thắng.
| Team         | Pld | W | D | L | GF | GA | GD  | Pts |
| ------------ | --- | - | - | - | -- | -- | --- | --- |
| Maroc        | 6   | 5 | 1 | 0 | 14 | 2  | 12  | 16  |
| Sierra Leone | 5   | 2 | 1 | 2 | 4  | 6  | −2  | 7   |
| Ghana        | 6   | 1 | 3 | 2 | 7  | 7  | 0   | 6   |
| Gabon        | 5   | 0 | 1 | 4 | 1  | 11 | −10 | 1   |

| Maroc                                      | 4–0    | Sierra Leone |
| ------------------------------------------ | ------ | ------------ |
| Hababi 16' · Raghib 50', 55' · Fertout 57' | Report |              |

| Gabon      | 1–1    | Ghana    |
| ---------- | ------ | -------- |
| Nguema 65' | Report | Pele 66' |

| Sierra Leone | 1–0    | Gabon |
| ------------ | ------ | ----- |
| Kanu 46'     | Report |       |

| Ghana                   | 2–2    | Maroc                  |
| ----------------------- | ------ | ---------------------- |
| Johnson 77' · Moses 89' | Report | Bassir 30' · Hadji 70' |

| Sierra Leone | 1–1    | Ghana                |
| ------------ | ------ | -------------------- |
| Conteh 87'   | Report | A. Kamara 23' (l.n.) |

| Gabon | 0–4    | Maroc                          |
| ----- | ------ | ------------------------------ |
|       | Report | Bahja 2', 5' · Bassir 44', 45' |

Trận đấu bị hủy sau 53 phút do bạo loạn trên khán đài. FIFA quyết định giữ nguyên kết quả trận đấu.
| Sierra Leone | 0–1    | Maroc      |
| ------------ | ------ | ---------- |
|              | Report | Bassir 40' |

| Ghana                                | 3–0    | Gabon |
| ------------------------------------ | ------ | ----- |
| Aboagye 42' · Gargo 60', 64' (ph.đ.) | Report |       |

| Maroc      | 1–0    | Ghana |
| ---------- | ------ | ----- |
| Raghib 67' | Report |       |

| Gabon | P–P    | Sierra Leone |
| ----- | ------ | ------------ |
|       | Report |              |

Trận đấu bị hoãn do Sierra Leone không thể di chuyển từ Freetown vì xung đột. Trận đấu này không được sắp xếp đá lại vì kết quả không ảnh hưởng đến kết quả chung cuộc.
| Maroc                              | 2–0    | Gabon |
| ---------------------------------- | ------ | ----- |
| Naybet 24' · Bahja 45(+2)' (ph.đ.) | Report |       |

| Ghana | 0–2    | Sierra Leone           |
| ----- | ------ | ---------------------- |
|       | Report | Amidu 14' · Kallon 47' |

## Các đội tuyển vượt qua vòng loại
5 đội tuyển sau đến từ CAF vượt qua vòng loại tham dự Giải vô địch bóng đá thế giới 1998
| Đội tuyển | Tư cách vượt qua vòng loại | Ngày vượt qua vòng loại | Số lần tham dự FIFA World Cup trước đây |
| --------- | -------------------------- | ----------------------- | --------------------------------------- |
| Nigeria   | Nhất Bảng 1                | 7 tháng 6 năm 1997      | 1 (1994)                                |
| Tunisia   | Nhất Bảng 2                | 8 tháng 6 năm 1997      | 1 (1978)                                |
| Nam Phi   | Nhất Bảng 3                | 16 tháng 8 năm 1997     | 0 (lần đầu)                             |
| Cameroon  | Nhất Bảng 4                | 17 tháng 8 năm 1997     | 3 (1982, 1990, 1994)                    |
| Maroc     | Nhất Bảng 5                | 8 tháng 6 năm 1997      | 3 (1970, 1986, 1994)                    |

## Cầu thủ ghi bàn
Có tổng cộng 229 bàn thắng được ghi trong 91 trận đấu, trung bình 2,52 bàn mỗi trận.
5 bàn thắng
- Paulão
- Mamadou Zongo
- Mike Okoth Origi
- Vitalis Takawira

4 bàn thắng
- Patrick Mboma
- Hossam Hassan
- Titi Camara
- Momo Soumah
- Salaheddine Bassir
- Daniel Amokachi
- Phil Masinga
- Adel Sellimi

3 bàn thắng
- Akwá
- Alphonse Tchami
- Macchambes Younga-Mouhani
- Ali Maher
- Fodé Camara
- Ahmed Bahja
- Khalid Raghib
- Zoubeir Baya

2 bàn thắng
- Paulo Jorge da Silva
- Bernard Tchoutang
- Olivier Niere
- Hady Khashaba
- Mohammed Gargo
- Samuel Johnson
- Souleymane Oularé
- Cipriano Co
- Pereira Tavares
- Musa Otieno
- Kennedy Simiyu
- Maurice Sunguti
- James Debbah
- George Weah
- Mohammed Ouseb
- Eliphas Shivute
- Gervatius Uri Khob
- Emmanuel Amunike
- Shaun Bartlett
- Bachirou Salou
- Kossi Noutsoudje
- Djima Oyawolé
- Khaled Badra
- Elos Elonga-Ekakia
- Michel Ngonge
- Mbuleya Tondelva
- Frazer Kamwandi
- Dennis Lota
- Andrew Tembo

1 bàn thắng
- Abdelhafid Tasfaout
- Sid Ahmed Zerrouki
- Fernando Manuel Sousa
- Joaquim Alberto Silva
- Kassoum Ouédraogo
- Firmin Sanou
- Ousmane Sanou
- Brahima Traore
- Jean-Marie Mbuyi
- Sutche Wambo
- Jean-Jacques Missé-Missé
- Christian Bongo
- Charles Imboula
- Sousa Miyamou
- Lassina Dao
- Hazem Emam
- Hesham Hanafy
- Ahmed Hassan
- Ibrahim Hassan
- Samir Kamouna
- Abdel Sattar Sabry
- Brice Mackaya
- Anicet Yala Ngoukou
- Théodore Nzue Nguema
- Jonas Ogandaga
- Abdul Aziz Corr
- Ebrima Ebou Sillah
- Felix Aboagye
- Augustine Ahinful
- Arthur Moses
- Abedi Pele
- Tibou Bangoura
- Vincent Kwarula
- Henry Motego
- Francis Were
- Robert Clarke
- Prince Daye
- Oliver Makor
- Jiana Raoelijaona
- Etienne Hajason Rasoanaivo
- Etienne Rado Rasoanaivo
- Antoine Mocude
- Youssef Fertout
- El Arbi Hababi
- Mustapha Hadji
- Noureddine Naybet
- Armando Macamo
- Ewald Hoeseb
- Johannes Ortmann
- Simon Uutoni
- Mutiu Adepoju
- Jonathan Akpoborie
- Sunday Oliseh
- Wilson Oruma
- Leon Mupenzi
- Mamadou Diallo
- Omar Traoré
- Jamiru Amidu
- Lamin Conteh
- Mohamed Kallon
- Abu Kanu
- Mark Fish
- Doctor Khumalo
- Helman Mkhalele
- Eric Tinkler
- Mark Williams
- Khalid Ahmed Elmustafa
- Anas Elnour
- Mohamed Daima
- Kokouni Akpalo Gnavor
- Lantame Ouadja
- Tadjou Salou
- Mehdi Ben Slimane
- Hédi Berkhissa
- Taoufik Herichi
- Riadh Jelassi
- Jameleddine Limam
- Skander Souayah
- Robert Kizito
- Epotele Bazamba
- Emeka Mamale
- Nzelo Hervé Lembi
- Étienne N'tsunda
- Zico Tumba
- Johnson Bwalya
- Kenneth Malitoli
- Mwape Miti
- Vincent Mutale
- Kennedy Chihuri
- Edelbert Dinha
- Adam Ndlovu
- Agent Sawu
- Cloudious Zviripayi

1 bàn phản lưới nhà
- Mohamadi Balma (trong trận gặp Guinea)
- Abubakar Kamara (trong trận gặp Ghana)